# Прапор Дрогобича
Пра́пор Дрого́бича затверджений рішенням XXII сесії міської ради III скликання за N585 від 25 травня 2001 р.

## Опис
Прямокутне синє полотнище зі співвідношенням ширини до довжини 2:3, посередині якого 9 білих топок солі у три ряди (4:3:2), із трьох сторін (крім древкової) йде лиштва (шириною в 1/10 ширини прапора), складена з жовтих і блакитних рівносторонніх трикутників.

## Трактування

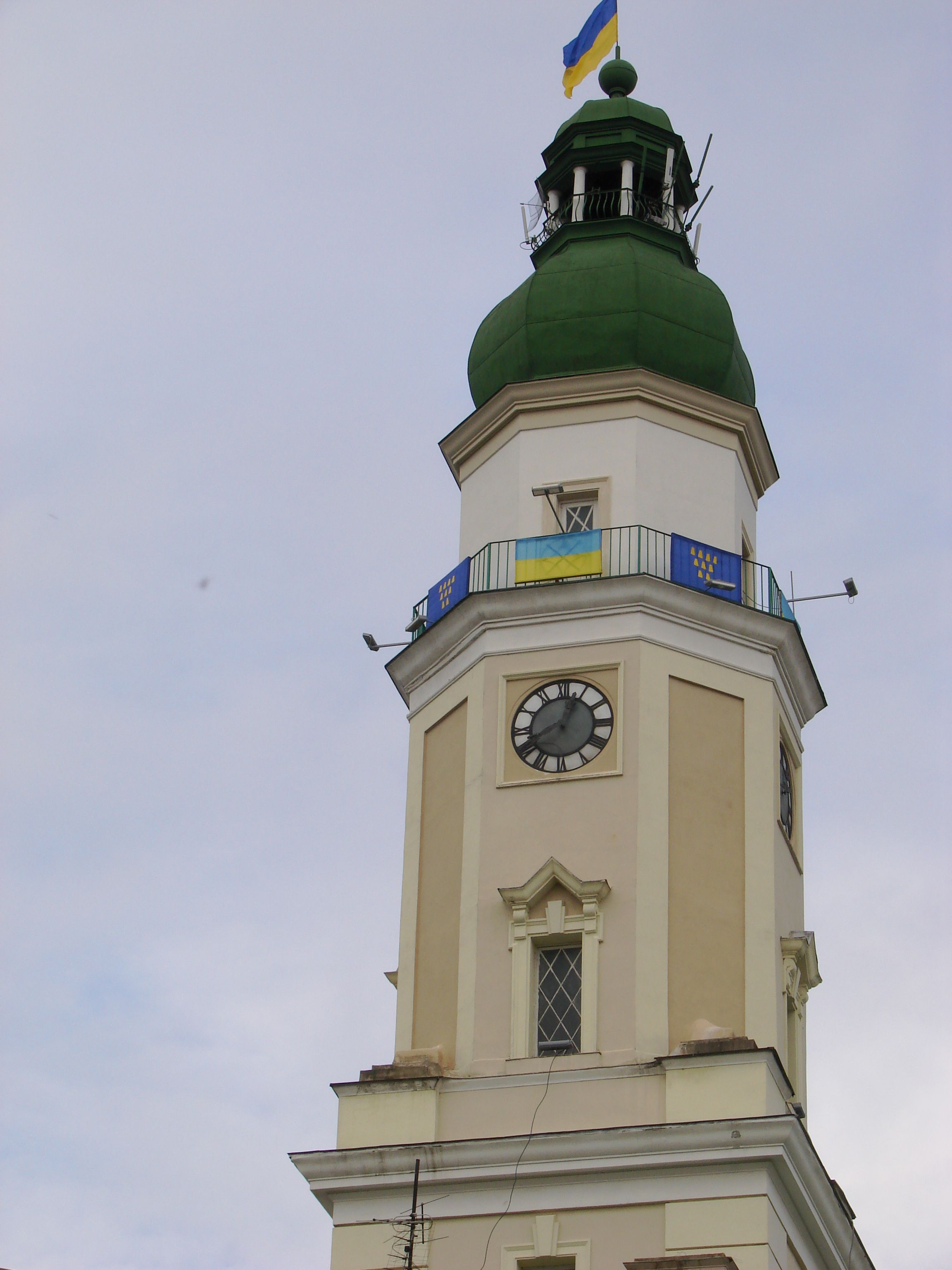
Прапор міста на Дрогобицькій ратуші

Прапор Дрогобича цікавий та дивний тим, що повністю копіює герб міста, що має велику та багату історію, а от вексилологічної традиції у міста не було.
Основою прапора Дрогобича є дев'ять стопок солі, що відсилає до історичного промислу міста — солеваріння, а стопки —  це стародавній традиційний спосіб вираховування кількості солі, що є запозиченням з  геральдичної традиції міста, як і синє полотно на фоні — це спадщина геральдичної традиції, адже більшість відомих нам гербів Дрогобича, позаду стопок або бочок мали солі (остання є спадщиною австрійської епохи), мали або синій, або голубий фон. Єдиним елементом прапора, що не відносить нас до геральдичної традиції міста є блакитно-жовта лишта, що символізує Дрогобич як українське місто.